# Désiré Lambert de Brabant
 Désiré Lambert de Brabant (Luik, 10 november 1815 - Buitenzorg, 3 augustus 1875) was een Nederlands generaal, commandeur in de Militaire Willems-Orde.

## Loopbaan
De Brabant vertrok in 1823 met zijn ouders naar Nederlands-Indië, werd in 1828 benoemd tot cadet-flankeur, nam in 1834 als cadet-sergeant deel aan de expeditie naar de Lampongs onder kolonel C.P.J. Elout, en werd in 1836 benoemd tot tweede luitenant der infanterie. In 1839 werd hij bevorderd tot eerste luitenant, in 1845 tot kapitein, in 1852 tot majoor, in 1855 tot luitenant-kolonel, in 1861 tot kolonel, in 1871 tot generaal-majoor en in 1872 werd hij gepensioneerd. Als officier nam De Brabant deel aan de krijgstochten aan Sumatra's Westkust (in 1837 en in 1844-45) en aan de westkust van Borneo in 1854. Hier verwierf hij de Militaire Willemsorde vierde klasse (per Koninklijk Besluit van 21 oktober 1854 nummer 103). In 1858 maakte hij een kleine expeditie mee naar Ceram, waar hij voor zijn verdiensten werd bevorderd tot officier in de Militaire Willems-Orde (Koninklijk Besluit van 24 augustus 1858 nummer 68). In 1860 voerde hij een colonne aan op hetzelfde eiland. De laatste expeditie, door hem aangevoerd, was die naar Bali in 1868. Hij werd voor zijn verdiensten daar benoemd tot commandeur in de Militaire Willems-Orde (Koninklijk Besluit van 2 september 1870 nummer 23). De Brabant stond bij zijn tijdgenoten hoog aangeschreven als beleidvol en dapper soldaat te velde.